# Нико 2: Малко братче - големи проблеми
„Нико 2: Малко братче - големи проблеми“ (на фински: Niko 2 - lentäjäveljekset; на английски: Little Brother, Big Trouble: A Christmas Adventure/Niko 2: Little Brother, Big Trouble) е финска компютърна анимация от 2012 г., продуциран от финските компании Anima Vitae и Cinemaker OY с копродуцентите Ulysses (Германия), A. Film (Дания), Tidal Films (Ирландия). Той е продължение на „Нико и пътят към звездите“ (2008).

## В България
В България филмът е пуснат по кината на 6 декември 2013 г. от Про Филмс. Ролите се озвучават от Ненчо Балабанов, Васил Пейков, Николай Урумов, Веселин Симеонов и други. Преводът е на Николина Петрова, която също е режисьор на дублажа и музикален режисьор.